# أرسلان أرغون
أرْسَلاَن أَرغون بن أَلب أَرْسَلاَن وهو حاكم خراسان السلجوقي لفترة (1092م - 1097م) تولى الحكم بعد وفاة أخيه السلطان ملك شاه.
في سير أعلام النبلاء للذهبي - لما مات أَخوهُ السلطان ملِك شاه، بادر واستولى علَى خُرَاسان، وتمكن، وَكَان ظَالماً شَرِسَ الأَخلاَق، كثيْر العقوبة لخَاصيته، فدَخل علَيْه غُلاَمٌ لَه، فَأَنكر عَلَيه أَرغون تأَخُّره عن الخدمَة، فَاعْتذر، فَلم يَقبل لَهُ عُذراً، وكَان وحدَه، فَشدّ الغلاَمُ عَلَيْه بسكين، فقتَلَهُ فِي المحرم، من سنَةَ 490 هـ.
وكانَت دولَتُه أَربع سنِين، فعلِمَ بِمَقْتَله السلطانُ بَركيَارُوْق بن مَلِكشاه، فسار إِلَى خُراسانَ، وَاستَولَى عَليها، وخطبُوا لَهُ أَيضاً ببلاد ما وراء النهر، وَاسْتنابَ على خُراسان أَخَاه الملك سَنْجَر الذي امتدَّت أَيَّامُهُ. وَكَانَ أَرسَلان قد تملَّك بلخ ومروَ وترمِذ، وظلم وغشَم، وَخرَّب سور نيسابور وَغَيرهَا مِنَ المَدَائِن، وَوزر لَهُ عمادُ المُلك بن نِظَام المُلك، ثُمَّ قبض عَلَيهِ، وَأَخَذَ مِنهُ ثَلاَث مائَة أَلْف دينَار، وذَبحَهُ.

## سيرته
ذُكِر في الكامل في التاريخ لإبن الأثير أن سبب ملكه خراسان أنه كان له أيام أخيه ملكشاه من الإقطاع ما مقداره سبعة آلاف دينار وكان معه ببغداد لما مات فسار إلى همذان في سبعة غلمان واتصل به جماعة فسار إلى نيسابور فلم يجد فيها مطمعًا فتمم إلى مرو وكان شحنة مرو أمير اسمه قودن من مماليك ملكشاه وهو الذي كان سبب تنكر السلطان ملكشاه على نظام الملك وقد تقدم ذلك في قتل نظام الملك فمال إلى أرسلان أرغون وسلم البلد إليه فأقبلت العساكر إليه وقصد بلخ وبها فخر الملك بن نظام الملك فسار عنها ووزر لتاج الدولة تتش على ما ذكرناه. وملك أرسلان أرغون بلخ وترمذ ونيسابور وعامة خراسان وأرسل إلى السلطان بركيارق وإلى وزيره مؤيد الملك بن نظام الملك يطلب أن يقر عليه خراسان كما كانت لجده داود ما عدا نيسابور ويبذل الأموال ولا ينازع في السلطنة. فسكت عنه بركيارق لاشتغاله بأخيه محمود وعمه تتش فلما عزل السلطان بركيارق مؤيد الملك عن وزارته ووليها أخوه فخر الملك واستولى على الأمور مجد الملك البلاساني قطع أرسلان أرغون مراسلة بركيارق وقال: لا أرضى لنفسي مخاطبة البلاساني فندب بركيارق حينئذ عمه بوربرس بن ألب أرسلان وسيره في العساكر لقتاله. وكان قد اتصل بأرسلان عماد الملك أبو القاسم بن نظام الملك ووزر له فلما وصلت العساكر إلى خراسان لقيهم أرسلان أرغون وقاتلهم وانهزم منهم وسار منهزمًا إلى بلخ وأقام بوربرس والعساكر التي معه بهراة. ثم جمع أرغون عساكر جمة وسار إلى مرو فحصرها أيامًا وفتحها عنوة وقتل فيها وأكثر وقلع أبواب سورها وهدمه فسار إليه بوربرس من هراة فالتقيا وتصافا فانهزم بوربرس سنة 488 هـ.
وسبب هزيمته أنه كان معه من جملة العساكر التي سيرها معه بركيارق أمير آخر ملكشاه وهو من أكابر الأمراء والأمير مسعود بن تاجر وكان أبوه مقدم عسكر داود جد ملكشاه ولمسعود منزلة كبيرة ومحل عظيم عند الناس كافة وكان بين أمير آخر وبين أرسلان مودة قديمة فأرسل إليه أرسلان أرغون يستميله ويدعوه إلى طاعته فأجابه إلى ذلك. ثم إن مسعود بن تاجر قصد أمير آخر زائرًا له ومعه ولده فأخذهما وقتلهما فضعف أمر بوربرس وانهزم من أرسلان أرغون وتفرق عسكره وأسر وحمل إلى أرسلان أرغون وهو أخوه فحبسه بترمذ ثم أمر به فخنق بعد سنة من حبسه وقتل أكابر عسكر خراسان ممن كان يخافه ويخشى تحكمه عليه وصادر وزيره عماد الملك بثلاثمائة ألف دينار وقتله وخرب أسوار مدن خراسان منها: سور سبزوار وسور مرو الشاهجان وقلعة سرخس وقهندز نيسابور وسور شهرستان وغير ذلك خربه جميعه سنة تسع وثمانين.

## مقتله
وسبب قتله أنه كان شديدًا على غلمانه كثير الإهانة لهم والعقوبة وكانوا يخافونه خوفًا عظيمًا فاتفق أنه الآن طلب غلامًا له فدخل عليه وليس معه أحد فأنكر عليه تأخره عن الخدمة فاعتذر فلم يقبل عذره وضربه فأخرج الغلام سكينًا معه وقتله وأخذ الغلام فقيل له: لم فعلت هذا فقال: لأريح الناس من ظلمه.